# Penelope argyrotis
A Penelope argyrotis a madarak osztályának tyúkalakúak (Galliformes) rendjébe és a hokkófélék (Cracidae) családjába tartozó faj.

## Rendszerezése
A fajt Charles Lucien Jules Laurent Bonaparte francia ornitológus írta le 1856-ban.

## Alfajai
- Penelope argyrotis argyrotis (Bonaparte, 1856)  - Észak Kolumbia és Venezuela
- Penelope argyrotis albicauda (Phelps & Gilliard, 1940) - Kolumbia
- Penelope argyrotis colombiana Todd, 1912 - Észak-kelet Kolumbia[3]

## Előfordulása
Venezuela északnyugati és Kolumbia északi részén honos. 800-tól 2400 méter magasságig megtalálható. Természetes élőhelyei szubtrópusi és trópusi síkvidéki és hegyi esőerdők, lombhullató erdők, valamint ültetvények. Állandó, nem vonuló faj.

## Megjelenése
Testhossza 51-61 centiméter, a hím testtömege 686–981 gramm, a tojóé 625–900 gramm. A hímek és nőstények között ivari dimorfizmus figyelhető meg. Csőre szürkésbarna, a vége fekete, szeme fekete, körülötte világosbarna karika. Lába felső részét barnás tollak borítják, alsó része világos, piros lába fekete karmokban végződik. Farka külső részét sötétszürke, belső részét barna és fekete tollak borítják. A kontúrtollai széle fehér, belül barna színű. Fején tollbóbita található, nyaka, torok lebenye vöröses színezetű.

## Életmódja
Gyümölcsökkel és magvakkal táplálkozik.

## Szaporodása
Az év első felében a fák közepén fészkelnek 3-6 tojást tojnak.

## Természetvédelmi helyzete
Az elterjedési területe nagy, egyedszáma ugyan csökken, de még nem éri el a kritikus szintet. A Természetvédelmi Világszövetség Vörös listáján nem fenyegetett fajként szerepel.

## Rokon fajok
A kéktorkú guán,a borzas sakutyúk és a fehérkontyos sakutyúk olyan közeli rokonai, hogy velük utóddal járó szaporodásra képes.

## Külső hivatkozások
- Band-tailed Guan videos on the Internet Bird Collection

 Band-tailed Guan Penelope argyrotis
 Band-tailed Guan (albicauda)
- Xeno-canto.org - a faj hangja és elterjedési területe